# Гарет Марріотт
Гарет Марріотт  (англ. Gareth Marriott, 14 липня 1970) — британський веслувальник, олімпійський медаліст.

## Виступи на Олімпіадах
| Олімпіада      | Дисципліна             | Місце |
| -------------- | ---------------------- | ----- |
| Барселона 1992 | каное-одиночка, слалом | 2     |
| Атланта 1996   | каное-одиночка, слалом | 4     |

## Зовнішні посилання
- Досьє на sport.references.com [Архівовано 15 липня 2011 у Wayback Machine.]

1. ↑  Sports-Reference.com